# Metacritic
Metacritic – amerykańska strona internetowa agregująca recenzje albumów muzycznych, gier komputerowych, filmów i seriali. Na podstawie ocen z recenzji zlicza średnią przedstawiającą przyjęcie danego medium przez krytyków.  
Metacritic został uruchomiony w styczniu 2001 roku przez Marca Doyle’a, Julie Doyle Roberts i Jasona Dietza, po dwóch latach tworzenia strony internetowej. W 2005 serwis został wykupiony przez przedsiębiorstwo CNet, później należał do CBS Interactive. Od 2020 roku właścicielem serwisu jest przedsiębiorstwo Red Ventures.